# Будівля Селянського банку
Одеське відділення Селянського поземельного банку — пам'ятка архітектури місцевого значення в Одесі на вулиці Маразліївській, 34 у псевдоросійському стилі. Архітектором проєкту був Дмитренко Юрій Мелентійович.

## Історія
Для розширення відділення банку у 1913—1914 вирішили будувати нове приміщення на ділянці Вассала на вулиці Маразліївській, 34. Був оголошений конкурс, на якому обрали проєкт архітектора Юрія Дмитренка, що працював у псевдоросійському стилі, а також він мав досвід проєктування банківських споруд. За свідченнями В. І. Тимофієнка у конкурсі виграли інші архітектори, проте обрали саме проєкт Дмитренка.
Будівля має дві декоративні в'їзди у внутрішнє подвір'я, що утворене дуговою галереєю. В будинку збереглися деякі елементи інтер'єрів, у вестибюлі знайдений зафарбований альфрейний живопис.
У роки Першої світової війни у ній розміщався Одеський Окружний комісаріат.
У червні 1921 тут працював Фелікс Дзержинський.
У 1920-1930-х у будинку розміщувалися трести, у 1930 будинок був переобладнаний у клуб «ДПК», у кінці 1930-х у будинку розміщувався спортивний клуб «Динамо» НКВС.
У другій половині ХХ ст. і на початку ХХІ — Палац культури студентів.

## Галерея

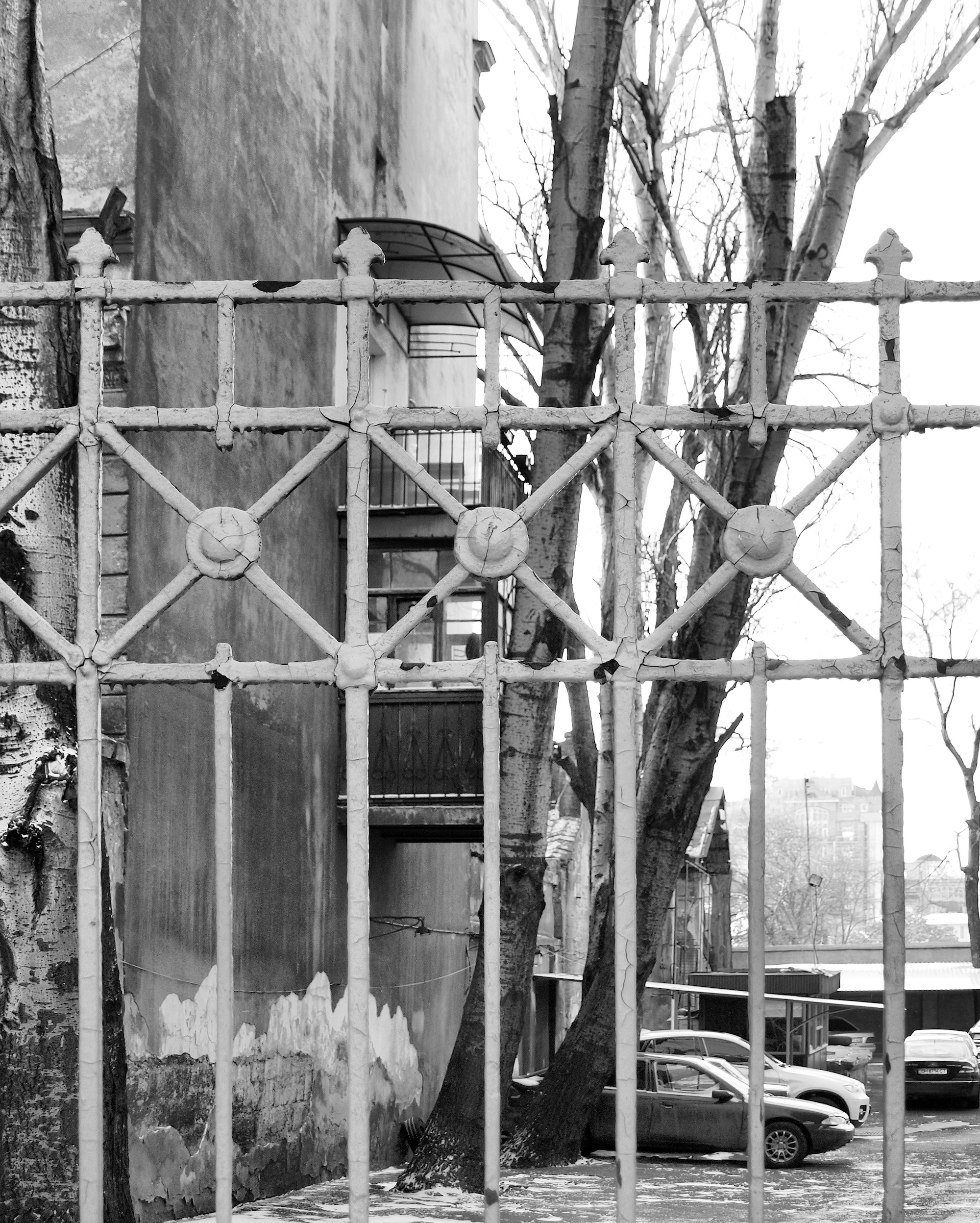
Декоративна огорожа
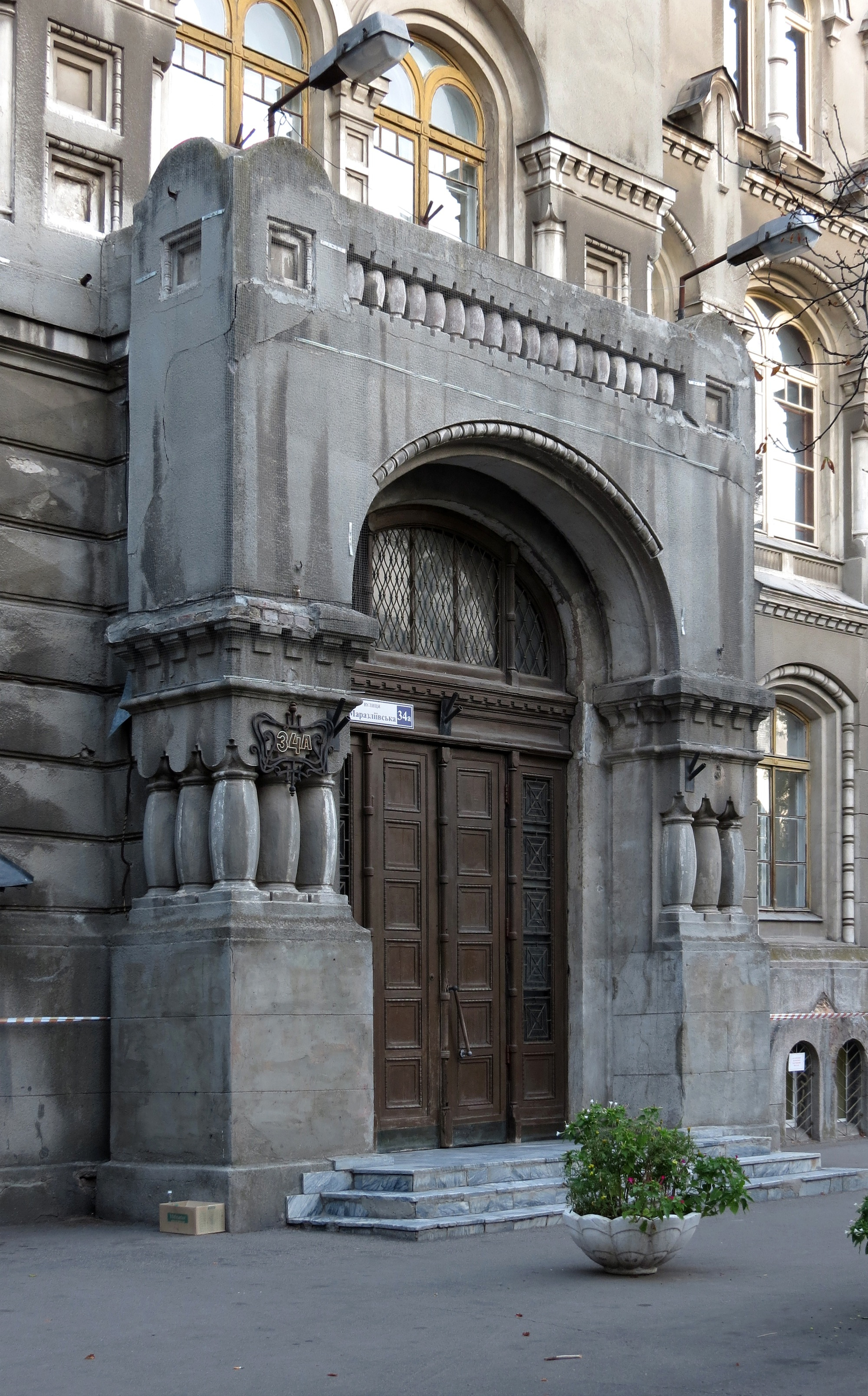
Вхідна група
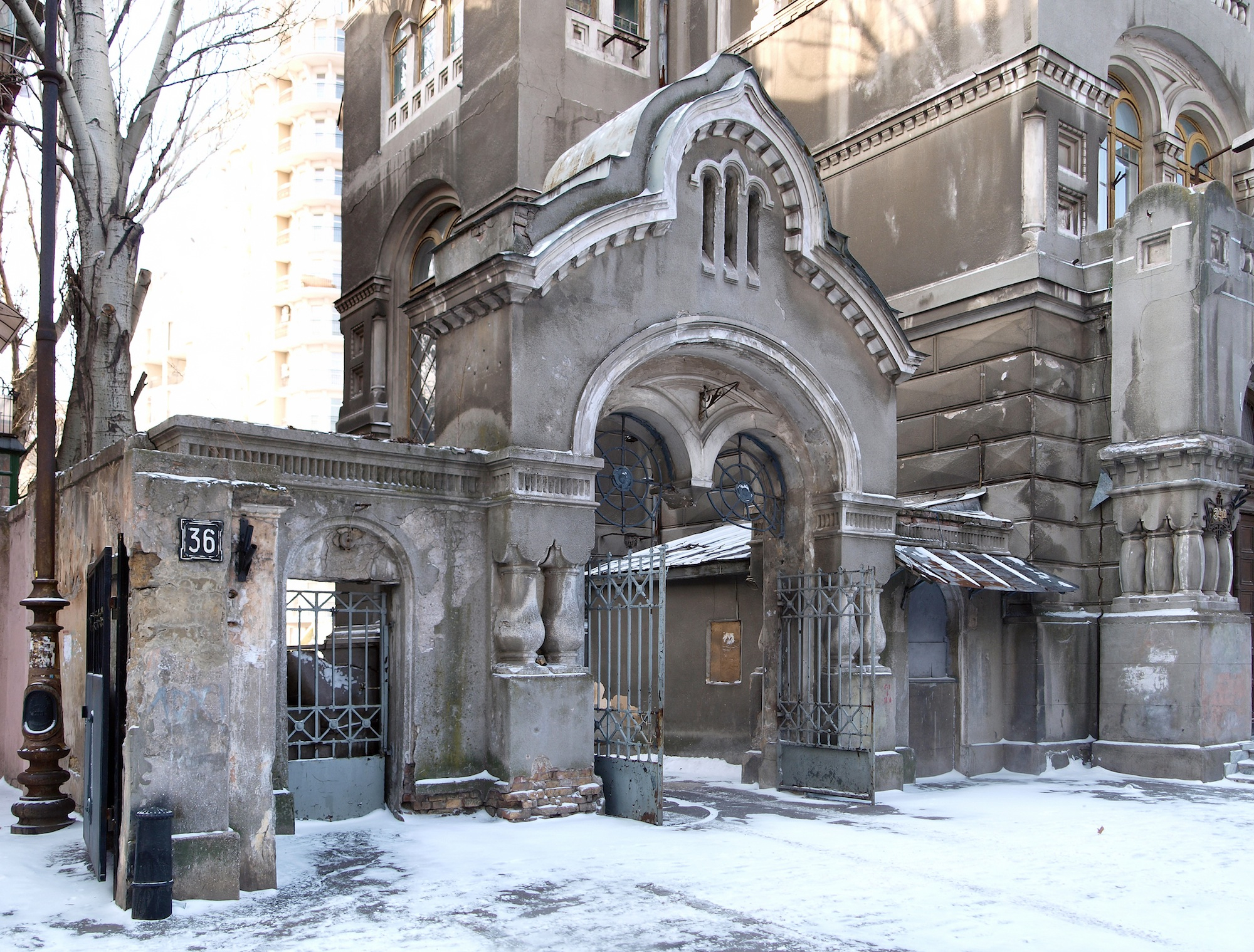
Ворота у двір
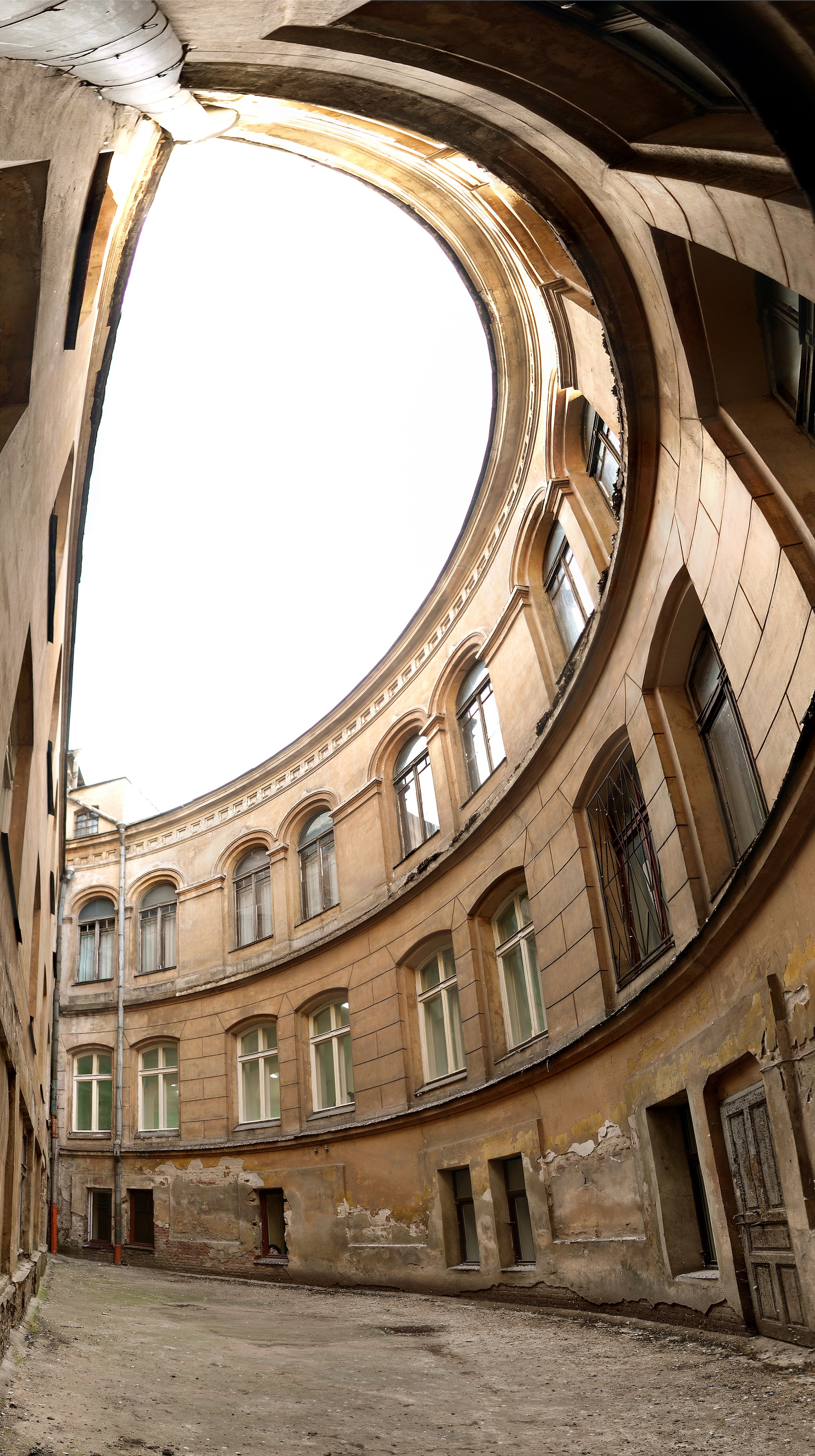
Внутрішній дворик
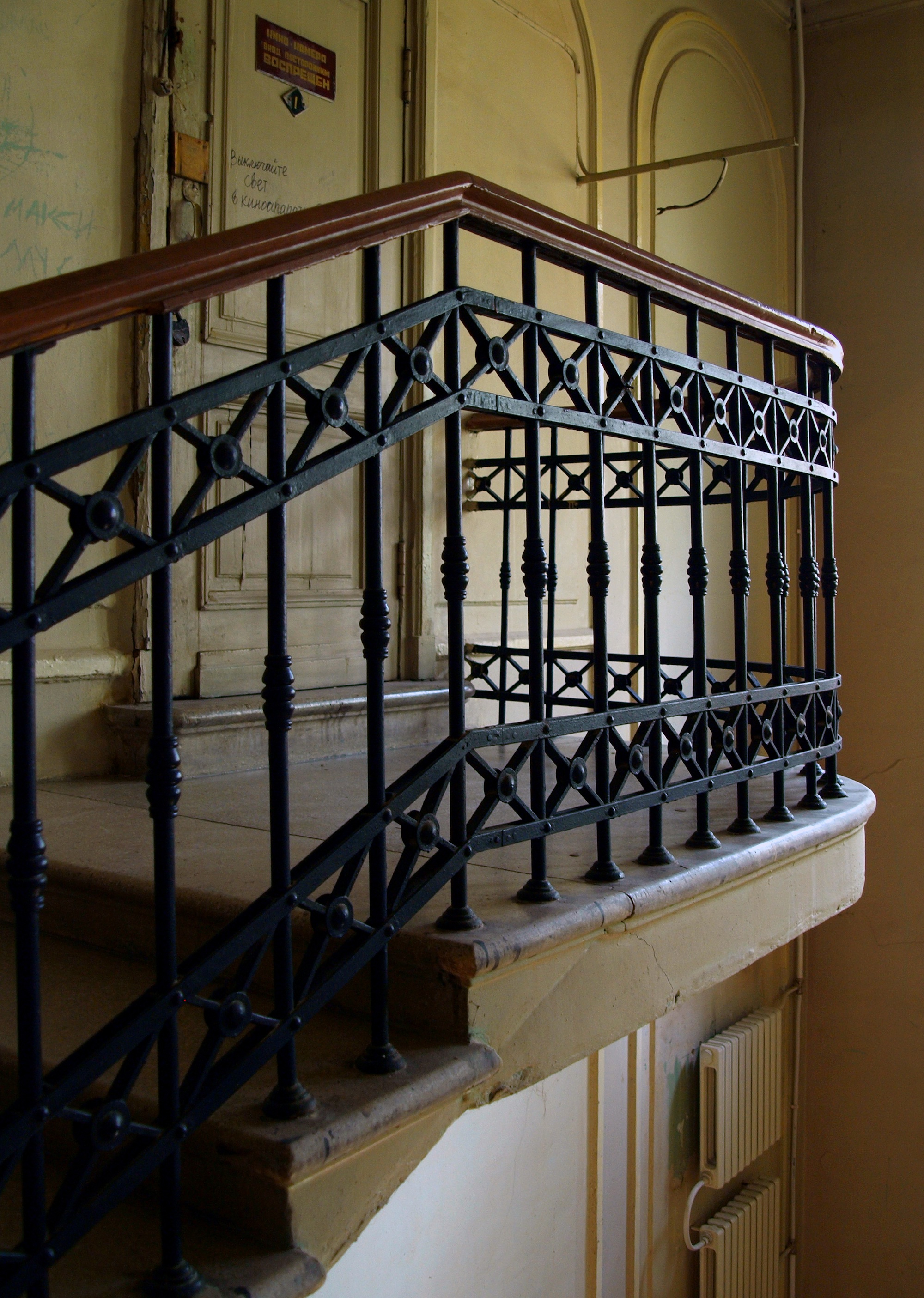
Огорожа сходів
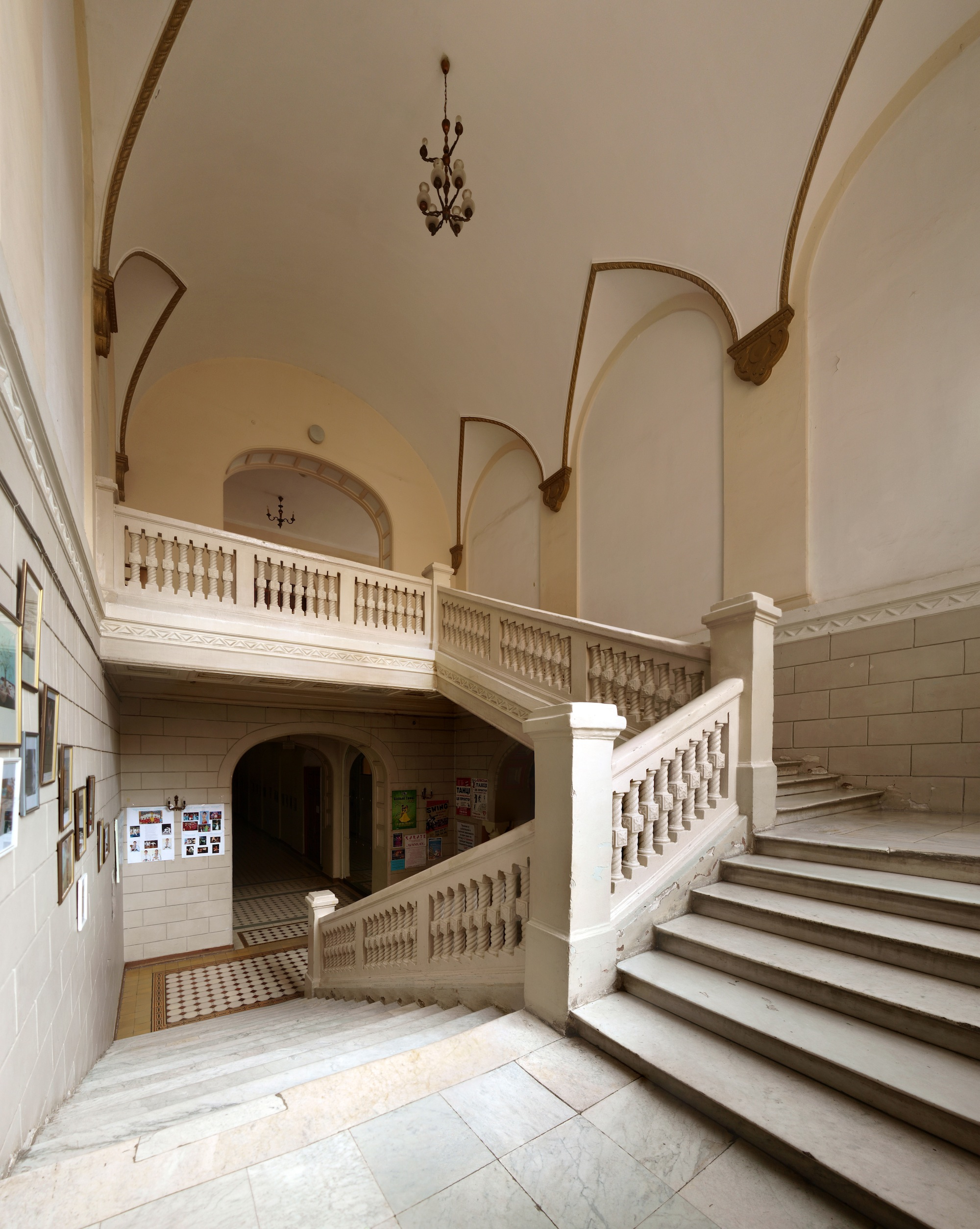
Інтер'єр